# 西境紅皮書
西境紅皮書（Red Book of Westmarch）是英國作家約翰·羅納德·魯埃爾·托爾金的著作《魔戒》中的一部虛構書籍。由比爾博·巴金斯起草，紀錄了中土大陸的風土人情、語言、歷史，以及夏爾的哈比人參與的冒險故事。西境紅皮書經過其他人的補述，成為中土大陸一部重要的經典，補述者包括佛羅多·巴金斯、山姆衛斯·詹吉、梅里雅達克·烈酒鹿、皮瑞格林·圖克，也包含了巫師、精靈的補充說明，以及與矮人的訪談紀錄。

## 主要內容

### 《歷險歸來》
這是比爾博的冒險故事，內容即托爾金所著的《哈比人歷險記》，內容記述比爾博加入索林·橡木盾的冒險隊伍，前往孤山奪回矮人的王國還有財寶，其中包含至尊魔戒被發現的過程，以及後來被證實為魔王索倫的死靈法師現身，跟惡龍史矛革的敗亡。

### 《魔戒之王的敗亡》
由佛羅多與山姆根據親友的冒險資料，還有賢者、王侯的補述跟自己的冒險經過集結成書，內容即托爾金所著之《魔戒》。內容記述佛羅多與親友自夏爾出發前往瑞文戴爾，再從愛隆的國度往魔多而去，摧毀至尊魔戒的過程，還有當中所遇到的人、事、物，此篇章成為重聯王國中，詩人與史學家重要的史料。

### 《王侯家系》

#### 剛鐸
紀錄了包含努曼諾爾帝國的建立、興盛，以及最後帝國被索倫腐化；受到眾神懲罰而陸沉。最後倖存的王族：伊蘭迪爾，與兩個兒子逃離被消滅的奴曼諾爾帝國前往中土大陸，並建立了剛鐸、亞爾諾兩個王國，由伊蘭迪爾成為最高皇帝。亞爾諾王國滅亡之後，埃西鐸的子孫選擇成為遊俠守護這塊土地，而剛鐸王國則是在王室內戰之後不斷衰弱，最後變成攝政王統治的王國，只等著伊蘭迪爾的子孫回歸。最後當戰爭結束，亞爾諾的登丹人酋長亞拉岡以伊蘭迪爾的子嗣入主剛鐸，讓剛鐸跟亞爾諾兩個國家重新聯合。

#### 洛汗
洛汗則是記述了自伊歐開始到聖盔·鎚手中斷的第一系血脈。聖盔的姪子佛瑞拉夫開始的第二系王家血脈，到希優頓中斷。接下來第四紀元由希優頓外甥伊歐墨開始的王室第三系。

#### 宰相世家
剛鐸的宰相世家起源於胡林家族，世世代代都效忠剛鐸。自從皇室內鬥後人皇血脈逐漸的稀薄，最後致使王位空虛。雖然亞爾諾王國的人皇繼承人曾經要求入主剛鐸，卻被宰相與議會給否決，理由是「亞爾諾王國是埃西鐸的直系子孫為國主，但剛鐸的統治者卻一直是埃西鐸之弟安那瑞安的家系」，因而展開了自佩蘭多開始迪耐瑟二世為止的宰相攝政統治。最後由迪耐瑟二世次子法拉墨歸還國政給人皇，並被授予伊西立安王、宰相的頭銜，開啟了第四紀元的宰相家系。

#### 都靈家系
都靈家系是根據矮人金靂口述，梅里雅達克·烈酒鹿、皮瑞格林·圖克紀錄的方式紀載入紅皮書內，包括第一代不死都靈建立了第一個矮人王國凱薩督姆，在凱薩督姆被魔苟斯的炎魔重創敗亡之後，都靈子嗣四散建立了矮人七國的歷史。其中最主要的記載內容是山下王國伊魯柏因惡龍入侵而敗亡，隨後國王索爾在凱薩督姆遭到半獸人殺害並羞辱其屍身，引發了都靈子孫為首的矮人部落跟半獸人的全面戰爭。最後在丹恩二世·鐵足斬殺半獸人酋長阿索格後宣告矮人方勝利，矮人從此跟半獸人成為世仇，並導致在五軍之戰、魔戒聖戰中矮人七國站在西方陣營對抗邪惡勢力。

#### 精靈王族
主要描述諾多族一脈的高等精靈家系傳承，但自凱蘭崔爾女皇與夫婿精靈王凱勒鵬離開中土大陸後，中土大陸已無諾多族的王侯。此外，對中土大陸有相當程度迷戀的辛達族雖不如諾多族擁有力量，但在中土大陸依然有不小的勢力，如瑟蘭督伊在幽暗密林中的王國。